# Copa da Alemanha de Futebol de 2018–19
A DFB-Pokal de 2018–19 foi a 76ª temporada anual da Copa da Alemanha. Começou no dia 17 de agosto de 2018 e encerrou no dia 25 de maio de 2019 no Estádio Olímpico de Berlim, um local neutro, que sedia a final da copa desde 1985, com o Bayern de Munique se sagrando campeão desta edição ao vencer o RB Leipzig na final por 4–1. A Copa da Alemanha é considerada a segunda competição de futebol mais importante da Alemanha, atrás apenas da Bundesliga.
O Eintracht Frankfurt foi o vencedor anterior, depois de ter vencido o Bayern de Munique por 3–1 na temporada passada. Entretanto, o time foi eliminado pelo SSV Ulm, na primeira fase por 2-1
O vencedor da Copa da Alemanha recebe a qualificação automática para a fase de grupos da edição 2018–19 da Liga Europa. Se o campeão já estiver classificado para a Liga dos Campeões da UEFA através de uma posição na Bundesliga, o lugar vai para o time da sexta colocação. O vencedor também sediará a edição 2021 da Supercopa da Alemanha no início da próxima temporada e enfrentará o campeão da Bundesliga de 2018–19.

## Calendário
Todos os sorteios geralmente se realizarão no Museu de Futebol da Alemanha em Dortmund, num domingo à noite após cada fase (a menos que se indique o contrário). Os sorteios serão televisionados pela Sportschau, difundida pelo canal Das Erste, da ARD. A partir das quartas de final, o sorteio da Copa Feminina será realizado ao mesmo tempo. As diferentes fases foram programadas da seguinte forma:
| Fase             | Data de sorteio         | Data das partidas                                           |
| ---------------- | ----------------------- | ----------------------------------------------------------- |
| Primera fase     | 8 de junho de 2018      | 17–20 de agosto de 2018                                     |
| Segunda fase     | 26 de agosto de 2018    | 30-31 de outubro de 2018                                    |
| Oitavas de final | 4 de novembro de 2018   | 5–6 de fevereiro de 2019                                    |
| Quartas de final | 10 de fevereiro de 2019 | 2–3 de abril de 2019                                        |
| Semifinais       | 7 de abril de 2019      | 23–24 de abril de 2019                                      |
| Final            | 7 de abril de 2019      | 25 de maio de 2021 no Estádio Olímpico de Berlim, em Berlim |

## Primeira fase
| Equipe 1               | Resultado       | Equipe 2                 |
| ---------------------- | --------------- | ------------------------ |
| Havelse                | 1–5             | Mainz 05                 |
| Eintracht Braunschweig | 5–4             | Hertha Berlim            |
| Engers                 | 0–3             | Bochum                   |
| Union Fürstenwalde     | 1–4             | Wolfsburg                |
| Oberneuland            | 0–8             | Borussia Mönchengladbach |
| Meinerzhagen           | 1–6 (pro)       | Greuther Fürth           |
| Altglienicke           | 0–6             | Köln                     |
| Nürnberg               | 0–3             | RB Leipzig               |
| Todesfelde             | 0–1             | Osnabrück                |
| München                | 1–2             | Eintracht Frankfurt      |
| Eintracht Celle        | 0–7             | Augsburg                 |
| Ulm                    | 2–0             | Erzgebirge Aue           |
| Ingolstadt             | 0–1             | Fortuna Düsseldorf       |
| Karlsruher             | 0–1 (pro)       | Union Berlin             |
| Carl Zeiss Jena        | 0–2             | Werder Bremen            |
| Steinbach Haiger       | 1–2             | Sandhausen               |
| Elversberg             | 4–2             | St. Pauli                |
| Eintracht Norderstedt  | 0–7             | Bayer Leverkusen         |
| Schweinfurt            | 1–4             | Schalke 04               |
| Wiedenbrück            | 0–5             | Paderborn                |
| Kaiserslautern         | 1–1 (3–4) (pen) | Jahn Regensburg          |
| Chemnitzer             | 2–2 (2–3) (pen) | Hoffenheim               |
| Rielasingen-Arlen      | 1–7             | Holstein Kiel            |
| Hansa Rostock          | 0–1             | Stuttgart                |
| Waldhof Mannheim       | 1–2             | Freiburg                 |
| Magdeburg              | 2–3 (pro)       | Darmstadt 98             |
| Wehen Wiesbaden        | 1–0             | Heidenheim               |
| Dynamo Dresden         | 4–1             | Hamburgo                 |
| Würzburger Kickers     | 2–3             | Hannover 96              |
| Rot-Weiss Essen        | 1–0             | Arminia Bielefeld        |
| Duisburg               | 0–5             | Borussia Dortmund        |
| Düren                  | 0–3             | Bayern de Munique        |

## Segunda Fase
O sorteio da segunda fase foi realizado em 8 de novembro de 2020, com Inka Grings sorteando os confrontos.
| Equipe 1               | Resultado       | Equipe 2                 |
| ---------------------- | --------------- | ------------------------ |
| Augsburg               | 0–3             | RB Leipzig               |
| Köln                   | 1–0             | Osnabrück                |
| Hoffenheim             | 2–2 (6–7) (pen) | Greuther Fürth           |
| Ulm                    | 1–3             | Schalke 04               |
| Eintracht Braunschweig | 0–2             | Borussia Dortmund        |
| Union Berlin           | 2–3             | Paderborn                |
| Elversberg             | 0–5             | Borussia Mönchengladbach |
| Dynamo Dresden         | 0–3             | Darmstadt 98             |
| Wolfsburg              | 4–0             | Sandhausen               |
| Rot-Weiss Essen        | 3–2             | Fortuna Düsseldorf       |
| Stuttgart              | 1–0             | Freiburg                 |
| Hannover 96            | 0–3             | Werder Bremen            |
| Mainz 05               | 2–2 (0–3) (pen) | Bochum                   |
| Wehen Wiesbaden        | 0–0 (2–4) (pen) | Jahn Regensburg          |
| Bayer Leverkusen       | 4–1             | Eintracht Frankfurt      |
| Holstein Kiel          | 2–2 (6–5) (pen) | Bayern de Munique        |

## Oitavas de final
O sorteio para as oitavas de final foi realizado em 3 de janeiro de 2021, com Sven Hannawald sorteando os confrontos. As oito partidas acontecerão de 2 a 3 de fevereiro de 2021.
| Equipe 1          | Resultado       | Equipe 2                 |
| ----------------- | --------------- | ------------------------ |
| Holstein Kiel     | 1–1 (7–6) (pen) | Darmstadt 98             |
| Rot-Weiss Essen   | 2–1 (pro)       | Bayer Leverkusen         |
| Borussia Dortmund | 3–2 (pro)       | Paderborn                |
| Werder Bremen     | 2–0             | Greuther Fürth           |
| RB Leipzig        | 4–0             | Bochum                   |
| Wolfsburg         | 1–0             | Schalke 04               |
| Jahn Regensburg   | 2–2 (4–3) (pen) | Köln                     |
| Stuttgart         | 1–2             | Borussia Mönchengladbach |

### Confrontos
| 2 de fevereiro de 2021 | Holstein Kiel | 1 – 1 (pro) | Darmstadt 98 | Holstein-Stadion, Kiel |
| 18:30 (UTC+1)          | Serra 58'     | Relatório   | 86' Dursun   | Árbitro: Sören Storks  |

|                                                                      |       | Penalidades                                                |  |
| Wahl Arslan Serra Porath Jae-sung Bartels Hauptmann Kirkeskov Lorenz | 7 – 6 | Mehlem Dursun Holland Mai Seung-ho Höhn Honsak Rapp Skarke |  |

| 2 de fevereiro de 2021 | Rot-Weiss Essen              | 2 – 1 (pro) | Bayer Leverkusen | Stadion Essen, Essen     |
| 18:30 (UTC+1)          | Kefkir 108' · Engelmann 117' | Relatório   | 105' Bailey      | Árbitro: Daniel Schlager |

| 2 de fevereiro de 2021 | Borussia Dortmund                 | 3 – 2 (pro) | Paderborn                        | Signal Iduna Park, Dortmund |
| 20:45 (UTC+1)          | Can 6' · Sancho 16' · Haaland 95' | Relatório   | 79' Justvan · 90+7' (pen.) Owusu | Árbitro: Tobias Stieler     |

| 2 de fevereiro de 2021 | Werder Bremen         | 2 – 0     | Greuther Fürth | Wohnivest Weserstadion, Bremen |
| 20:45 (UTC+1)          | Möhwald 12' · Agu 73' | Relatório |                | Árbitro: Guido Winkmann        |

| 3 de fevereiro de 2021 | RB Leipzig                                             | 4 – 0     | Bochum | Red Bull Arena, Leipzig  |
| 18:30 (UTC+1)          | Haidara 10' · Sabitzer 45+1' (pen.) · Poulsen 66', 75' | Relatório |        | Árbitro: Bastian Dankert |

| 3 de fevereiro de 2021 | Wolfsburg    | 1 – 0     | Schalke 04 | Volkswagen Arena, Wolfsburg |
| 18:30 (UTC+1)          | Weghorst 40' | Relatório |            | Árbitro: Felix Zwayer       |

| 3 de fevereiro de 2021 | Jahn Regensburg          | 2 – 2 (pro) | Köln                   | Jahnstadion Regensburg, Ratisbona |
| 20:45 (UTC+1)          | Kennedy 35' · George 43' | Relatório   | 4' Jakobs · 22' Dennis | Árbitro: Robert Hartmann          |

|                                           |       | Penalidades                       |  |
| Wekesser Gimber Albers Vrenezi Besuschkow | 4 – 3 | Czichos Özcan Arokodare Meré Horn |  |

| 3 de fevereiro de 2021 | Stuttgart      | 1 – 2     | Borussia Mönchengladbach | Mercedes-Benz Arena, Estugarda |
| 20:45 (UTC+1)          | Wamangituka 2' | Relatório | 45+1' Thuram · 50' Pléa  | Árbitro: Daniel Siebert        |

## Quartas de final
O sorteio para as quartas de final foi realizado em 7 de fevereiro de 2021, com Boris Herrmann sorteando os confrontos. Três partidas foram disputadas de 2 a 3 de março, enquanto outra partida foi realizada em 7 de abril de 2021.
| Equipe 1                 | Resultado | Equipe 2          |
| ------------------------ | --------- | ----------------- |
| Borussia Mönchengladbach | 0–1       | Borussia Dortmund |
| Rot-Weiss Essen          | 0–3       | Holstein Kiel     |
| RB Leipzig               | 2–0       | Wolfsburg         |
| Jahn Regensburg          | 0–1       | Werder Bremen     |

### Confrontos
| 2 de março de 2021 | Borussia Mönchengladbach | 0 – 1     | Borussia Dortmund | Borussia-Park, Mönchengladbach |
| 20:45 (UTC+1)      |                          | Relatório | 66' Sancho        | Árbitro: Sascha Stegemann      |

| 3 de março de 2021 | Rot-Weiss Essen | 0 – 3     | Holstein Kiel                             | Stadion Essen, Essen    |
| 18:30 (UTC+1)      |                 | Relatório | 26' (pen.) Mühling · 28' Serra · 90' Mees | Árbitro: Markus Schmidt |

| 3 de março de 2021 | RB Leipzig                 | 2 – 0     | Wolfsburg | Red Bull Arena, Leipzig |
| 20:45 (UTC+1)      | Poulsen 63' · Hee-chan 88' | Relatório |           | Árbitro: Marco Fritz    |

| 7 de abril de 2021 | Jahn Regensburg | 0 – 1     | Werder Bremen | Jahnstadion Regensburg, Ratisbona |
| 18:30 (UTC+1)      |                 | Relatório | 52' Osako     | Árbitro: Guido Winkmann           |

## Semifinal
O sorteio para a semifinal foi realizado em 7 de março de 2021. As duas partidas foram disputadas de 1 a 2 de maio de 2021.
| Equipe 1          | Resultado | Equipe 2      |
| ----------------- | --------- | ------------- |
| Borussia Dortmund | 5–0       | Holstein Kiel |
| Werder Bremen     | 1–2 (pro) | RB Leipzig    |

### Confrontos
| 30 de abril de 2021 | Werder Bremen    | 1 – 2 (pro) | RB Leipzig                     | Wohnivest Weserstadion, Bremen |
| 20:30 (UTC+1)       | Bittencourt 105' | Relatório   | 93' Hee-chan · 120+1' Forsberg | Árbitro: Manuel Gräfe          |

| 1 de maio de 2021 | Borussia Dortmund                                       | 5 – 0     | Holstein Kiel | Signal Iduna Park, Dortmund |
| 20:30 (UTC+1)     | Reyna 16', 22' · Reus 26' · Hazard 32' · Bellingham 41' | Relatório |               | Árbitro: Christian Dingert  |

## Final
A final foi disputada em 25 de maio de 2019 no Estádio Olímpico de Berlim, em Berlim.
| 13 de maio de 2021 | RB Leipzig | 1 – 4     | Borussia Dortmund                   | Olímpico de Berlim, Berlim |
| 20:45 (UTC+1)      | Olmo 71'   | Relatório | 5', 45+1' Sancho · 28', 87' Haaland | Árbitro: Felix Brych       |

## Premiação
| Copa da Alemanha de 2018–19          |
| ------------------------------------ |
| Bayern de Munique Campeão 18º título |